# Palóc Múzeum
A Palóc Múzeum egy balassagyarmati múzeum. Gyűjteménye  felöleli Nógrád vármegye teljes paraszti kultúráját (a szlovák és német nemzetiségekkel együtt).

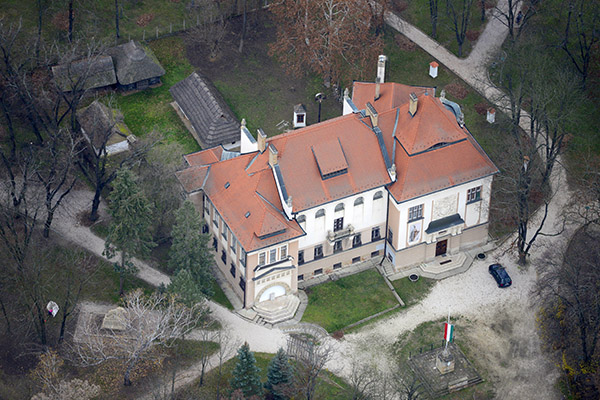
A Palóc Múzeum légi felvételen

## Története
A múzeum az egyesületi alapítású múzeumok közé sorolható. Az alapítás azonban elsősorban Nagy Iván (1824–1898) történész genealógus anyagi támogatása mellett valósulhatott meg. A tudós azonban nem csak pénzbeli adományával, hanem nagy számú gyűjteményével (régészeti, néprajzi, érem- és pénzgyűjtemények) is megalapozta a múzeum létrejöttét, hiszen életének utolsó éveiben a tevékenysége központjában a múzeumügy állt.
1890-ben, a Nógrádi Lapokban felhívást tett közzé: „Gyűjtsük össze a legkisebb történelmi morzsáit is a multnak, ami hazánk, nemzetünk és részleg különösen Nógrádvármegye multjának, történetének megismerésére adalékul és forrásul szolgálhat… Állítsunk egy helyi múzeumot! Állítsunk egy helyi társulatot, mely terebélyesedő fává növendi ki magát, és megalapítandja a tervelt Muzeumot.” A lap következő számában már olvasható a Társulat alapszabálya, amelyet Nagy Iván készített más korabeli egyesületek mintáját követve. 1891. március 15-én fáradozása eredménye képen összeült a Közgyűlés, amely megalapított a Nógrádvármegyei Múzeum Társulatot. Az egyesület célja összegyűjteni azokat a néprajzi, régészeti és történeti emlékeket, amelyek Nógrád vármegyére vonatkoznak. A Társulásnak 27 alapító, 4 örökös, 89 rendes és 14 pártoló tagja volt. Az elnöknek gróf Degenfeld Lajos főispánt választották.
Elindult a munka, és az összegyűlt anyagot a város egyik iskolájának tágas tantermében még az adott évben a látogatók számára megtekinthető állapotba hozták, így minden vasárnap és hétfőn 10-12 óráig látogatható volt a tárlat. Ezen felbuzdulva az egyesület körlevelet intézett a falvakban élő értelmiségieknek, hogy gyűjtsenek, és azt adományozzák az egyesületnek. A vidéki értelmiség ez irányú tájékozottságát mutatja, hogy a rimóci jegyző, a cserhátsurányi és az őrhalmi pap egyaránt azt válaszolták, hogy községükben néprajzi tárgy nincs, pedig ezek a községek a néprajzosok számára még a II. világháborút követő évtizedekben is kiváló terepnek bizonyult, számos kiváló tárgyat gyűjtöttek ezekből a falvakból. Mindezek ellenére egy év leforgása alatt 172 adományozó jóvoltából 3500 fölé emelkedett a múzeum tárgyi anyaga. Ezek között voltak régészeti, néprajzi tárgyak, különböző történeti korokból származó tárgyi emlékek, ásványok, portrék és könyvek. 1891-ben Szontágh Pál (1820–1904) politikus, fel-ajánlotta könyvtárát a társulat számára. Ekkor már kinőtték a termet, és további helyiségeket igényeltek az iskolától. Ám végül is 1894-ben a Társulat meg tudott vásárolni egy épületet, amelybe hamarosan át is költöztették a gyűjteményt.
Idővel csökkent a lelkesedés, a feleslegessé vált tárgyak még valahogy eljutottak a múzeum-hoz, azonban a felvállalt tagdíjak már jóval nehezebben. Az új épületet is csak Nagy Iván és Degenfeld Lajos váltóival tudták megvásárolni. Az közgyűlések lelkesedése is alábbhagyott. Nagy Ivánnak köszönhetően azonban nem szűnt meg a múzeumi társulat. Újabb és újabb támogatókat nyert meg az ügynek. 73 évesen a Társulat titkári posztja mellett az igazgatói teendőket is ellátta. Székfoglalói beszédében felvetette az új múzeumépület megépítésének gondolatát. Végrendeletében minden vagyonát a Nógrádvármegyei Múzeum Társulatnak adományozta, de kikötötte, hogy csak az új múzeumépületre fordítható. Halála után felesége Csathó Mária (1837–1908) felajánlotta a tudós könyvtárát a múzeumnak. 1904-ben Jaskovics Ferenc (1860–1914) látta el az igazgatói feladatokat és gondozta a gyűjteményt. 1905-ben a társulat felvételét kérte a Múzeumok és Könyvtárak Országos Főfelügyelőségébe. Ez nagy előrelépés volt mind szakmailag, mind a rendszeres anyagi ellátás miatt.
A vármegye segítségével sikerült rendezni a társulat anyagi gondjait, és Jaskovics igazgató, valamint Vannay Ignác alelnök – aki a takarékpénztár igazgatója is volt egy személyben – nekiláttak az új múzeumépület megvalósításának. A Főfelügyelőség közbenjárására a Vallás- és Közoktatásügyi Minisztériumtól állami segélyt és a várostól 1000 négyszögölös telket kaptak. 1910-ben kiírták a pályázatot a múzeumpalota megtervezésére, amit Wälder Gyula (1884–1944) fővárosi építész nyert meg. A kivitelezés előre látható költségei azonban meghaladták a rendelkezésre álló összeget, így az eredeti tervet átdolgozták, és nem építették meg az egyik épületszárnyat, aminek hiányát a múzeum mai napig érzi, iroda hiány és raktározási problémái miatt.
Az építkezés 1914 tavaszán indult, s a még csak félkész épületbe már a nyár folyamán elkezdték a beköltözést. A világháború kitörése után azonban elvették az épületet az egyesülettől, laktanyaként, majd kórházként működött. A háború a legnagyobb kárt azonban a gyűjteményben okozta, aminek közel 80%-a elpusztult, megsemmisült. Ma már lehetetlen megmondani, hogy milyen értékeket képviselhetett ez a gyűjtemény, de valószínű, hogy ma páratlan lenne a maga nemében, amire a megmaradt minimális anyagból következtethetünk.
A háború után a minisztérium támogatásával felújították az épületet, és 1931-ben ismét meg-nyithatta kapuit. Igazgatónak Fényes Dezsőt (1888–1973) nevezték ki, aki a megbízása előtt a Nemzeti Múzeum munkatársa volt. A gyűjtemény nagy részét főleg régészet, történelem és a természettudomány tárgyi emlékei alkották, de Hóman Bálint szorgalmazására megindult a néprajzi tárgyak gyűjtése, a palóc hagyományok dokumentálása. 1930-as évek elején a múzeum mögötti szabad területen létrehozták az ország első, áttelepített épületekből álló szabadtéri múzeumát, egy 18. századból származó paraszt portát. A második világháború sajnálatosan ugyanolyan pusztításokat végzett a gyűjteményben, mint az első, ekkor a gyűjtemény több mint 90%-a lett az enyészeté. A háború befejeztével az újraindítás során a néprajz kiemelt szerepet kapott. Manga János lett 1949-től a múzeum igazgatója, aki nagy ütemben megkezdte a helyreállításokat, a gyűjtemény újraindítását.Az 1970 és 1973 közötti időszakban az addig itt működő múzeumi szakágakat, az egyes szakágakhoz tartozó gyűjteményekkel együtt Nógrád megye akkoriban alapított új múzeumai között osztották szét.  Ez volt az ún."profiltisztítás" folyamata, amelynek során a régészet és a történeti anyag egy része a szécsényi Kubinyi Ferenc Múzeumba, a természettudomány a Pásztói Múzeumba, a történeti gyűjtemény másik része, a numizmatikai, irodalom- és művészettörténeti anyagok a salgótarjáni Nógrádi Sándor Történeti Múzeumba kerültek. Az új nógrádi megyeszékhely kultúrpolitikai szerepének megerősítését szolgáló törekvések közül máig ható jelentősége van annak a döntésnek, hogy 1970 őszén az addig itt működő megyei igazgatóság is Salgótarjánba került.
A Palóc Múzeum a néprajzi szakágat képviseli Nógrád vármegyében. A helyi adottságok figyelembe vételével kiemelt témaköre a népművészet, azon belül is a viselet, a szőttesek, a pásztorművészet, és az utóbbi két évtizedben a vallási néprajz, mivel két néprajzos is huzamosabb ideig ezzel a témával foglalkozott a múzeumban. 
Balassagyarmat városa és a megyei múzeumi igazgatóság között az 1980-as évek elején létrejövő megállapodás eredményeként 1992-ig "várostörténeti" gyűjtemény is működött az intézményben. Ennek újraindítására csak 2002-ben, a megyei múzeumi szervezet akkori vezetőjének kezdeményezésére kerülhetett sor. A mai történeti gyűjtemény az 1980-as években begyűjtött 19-20. századi várostörténeti anyag mellett egy több mint háromezer darabos plakát és falragasz gyűjteményt is magába foglal.
A kormány 1543/2012 (XII.4.) számú határozatában közzétett döntése szerint a muzeális intézmény a Magyar Nemzeti Múzeum szervezetében folytatja korábbi tevékenységét.

## Helye
A Palóc Ház  a Palóc Múzeum mögötti  ligetben található. Az ú.n. zsilipelt lakóház  több mint 250 éves. Az épületegyüttest 1932 és 1934 között szállították mai helyére Karancskesziből. A ház mellett tökmagolajprés, istálló, pajta és kemence látható.

## Állandó kiállítások
- Bölcsőtől a sírig. Paraszti ünnepek és hétköznapok Nógrád megyében
- Egy tudós köznemesi könyvtár – Nemzeti történelmünk tüköre
- A palóc etnokultúra kincsestára - tanulmányi raktár és látványtár
- Palóc Ház és gazdasági épületek - szabadtéri gyűjtemény
- Madách - emlékszoba (az egykori Vármegyeháza épületében)
- Mikszáth relikviák (a Látványtár kiállításában)